# اقتصاد عصب‌بنیان
اقتصاد عصب‌بنیان، اقتصاد عصبی یا اقتصاد مبتنی بر عصب‌شناسی (به انگلیسی: Neuroeconimcs) اقتصاد عصب‌بنیان یک رشتهٔ میان‌رشته‌ای است که به دنبال توضیح تصمیم‌گیری انسان، توانایی پردازش جایگزین‌های مختلف و دنبال کردن یک دوره فعالیت است. اقتصاد عصب‌بنیان این موضوع را مطالعه می‌کند که چگونه رفتار اقتصادی می‌تواند درک ما از مغز را شکل دهد، و چگونه یافته‌های عصب‌شناسی می‌تواند مدل‌های اقتصادی را راهنمایی کند.
اقتصاد عصب‌بنیان تحقیقات علم عصب‌شناسی، اقتصاد رفتاری و تجربی، و روانشناسی شناختی و اجتماعی را با هم ترکیب می‌کند. همزمان با این که تحقیقات رفتار تصمیم‌گیری به طور فزاینده‌ای به شکل محاسباتی انجام می‌شود، رویکردهای جدیدی از زیست‌شناسی نظری، علوم کامپیوتر و ریاضی نیز با هم ترکیب شده‌اند.
اقتصاد عصبی، تصمیم‌گیری با استفاده از ترکیب کردن ابزارهای این رشته‌ها را مطالعه می‌کند تا از کاستی‌هایی که از رویکرد تک چشم‌انداز ناشی می‌شود جلوگیری کند. در علم اقتصاد، مطلوبیت انتظاری و مفهوم عوامل منطقی هنوز مورد استفاده قرار میگیرند. بسیاری از رفتارهای اقتصادی به طور کامل توسط این مدل‌ها توضیح داده نشده اند، مثل میان‌بر ذهنی و قاب‌بندی.
اقتصاد رفتاری پدیدار شده است تا این ناهنجاری‌هایی را که توسط ادغام عوامل اجتماعی، شناختی و عاطفی در درک تصمیمات اقتصادی ایجاد شده اند را برطرف کند. اقتصاد عصبی لایه‌ی دیگری را با استفاده از متدهای عصب‌شناسانه در درک تعامل بین اقتصاد رفتاری و مکانیسم عصبی اضافه کرده است. با استفاده از ابزارهای گوناگون این رشته‌ها، برخی از پژوهشگران ادعا می‌کنند که اقتصاد عصب‌بنیان روشی یکپارچه‌تر برای درک تصمیم‌گیری ارائه می‌دهد.
در این مباحث رفتار انسان تحت لوای شاخه‌بندی‌های ریسک و ثمر، و اندر کنش‌های آنان ارزیابی می‌شود. از سایر مباحث مهم این شاخه می‌توان به چگونگی دریافت و ادراک پاداش توسط مغز در تصمیم‌گیری اشاره کرد. مطالعه و بررسی بخش‌های مختلف مغز که اطلاعات مربوط به تصمیم‌گیری و پاداش را بررسی می‌کنند نیز از جذاب‌ترین موضوعات مورد مطالعه است. اقتصاد عصب‌بنیان را می‌توان از جوان‌ترین شاخه‌های عصب‌شناسی به نسبت سایر شاخه‌های موجود دانست.
مهم‌ترین ره‌آورد این شاخهٔ علم اقتصاد را می‌توان در بررسی صحت و سقم فروضی دانست که به عنوان مبنا، در علم اقتصاد مورد استفاده قرار می‌گیرد. از این‌رو این برنامهٔ پژوهشی نه در پی رد نظریات پیشین اقتصادی، بلکه در پی تکمیل و تدقیق آن‌ها قدم برمی‌دارد.
پل زاک از بنیان‌گذاران این رشته است.

## مقدمه
زمینه‌ی تصمیم‌گیری عمدتاً با فرایندی مرتبط است که به وسیله‌ی آن افراد در میان گزینه‌های بسیاری یک مورد را انتخاب می‌کنند. این فرایندها عموماً اینطور فرض می‌شوند که به روشی منطقی انجام گیرند به این شکل که خود تصمیم به تنهایی، تا حد زیادی مستقل از متن است. گزینه‌های متفاوت ابتدا به یک ارز مشترک مثل ارزش پولی ترجمه می‌شوند و سپس با یکدیگر مقایسه می‌شوند و گزینه‌ای با بیشترین ارزش مطلوبیت کلی آن گزینه‌ای‌ست که باید انتخاب گردد. درحالی که حمایت‌هایی برای این نمای اقتصادی تصمیم‌گیری وجود دارد، شرایطی نیز وجود دارد که به نظر می‌رسد فرضیه‌ی تصمیم‌گیری بهینه در آن نقض می‌شود.
رشته‌ی اقتصاد عصب‌بنیان ناشی از این اختلاف است. با تعیین این موضوع که مناطق مغز در کدام نوع فرایندهای تصمیم‌گیری فعال هستند، دانشمندان اقتصاد عصب‌بنیان امیدوارند که بتوانند ماهیت این که چه چیزی غیرمنطقی و غیراخلاقی به نظر می‌رسد را بهتر بشناسند. درحالی که اکثر دانشمندان از سوژه های انسانی در این تحقیقات استفاده می‌کنند، برخی دیگر از مدل های حیوانی استفاده می‌کنند که مطالعات در آن کنترل‌شده‌تر است و فرضیات مدل اقتصادی را میتوان به طور مستقیم آزمایش کرد.
اقتصاد عصب‌بنیان، عصب شناسی را همراه با اساس محاسباتی تصمیم گیری مطالعه میکند. چارچوبی از محاسبات اساسی که میتواند برای مطالعات اقتصاد عصب‌بنیان استفاده شود، توسط رانجل، کامرر و مونتاگ پیشنهاد شده است.   این چارچوب فرایند تصمیم‌گیری را به پنج مرحله تقسیم می‌کند که توسط یک موضوع پیاده سازی شده‌اند. ابتدا نمایش مشکل محاسبه می‌شود که شامل تجزیه تحلیل مراحل درونی، مراحل بیرونی و جریان بالقوه‌ی عمل است. دوم، مقادیر به اقدامات بالقوه اختصاص داده می‌شوند. سوم، براساس ارزیابی‌ها یکی از اقدامات انتخاب می‌شود. چهارم، سوژه‌ی مورد مطالعه ارزیابی می‌کند که نتیجه چقدر مطلوب است. مرحله‌ی نهایی، یادگیری، شامل به روز رسانی تمام فرایندهای بالاست جهت پیشرفت تصمیم‌های آتی.

## حوزه های مهم تحقیقاتی

### تصمیم‌گیری تحت ریسک و نااطمینانی
اغلب تصمیم‌های ما در نوعی از نااطمینانی گرفته می‌شوند. علوم حوزه‌ی تصمیم‌گیری مثل روانشناسی و اقتصاد عموما ریسک را عدم اطمینان درباره‌ی نتایج ممکن مختلف در حینی که احتمال هرکدام مشخص باشد، تعریف می‌کند.  هنگامی که احتمالات ناشناخته هستند، نااطمینانی به خود شکل ابهام می‌گیرد.  حداکثرسازی مطلوبیت، اولین بار توسط دنیل برنولی در ۱۷۳۸ ارائه شد. این نظریه برای توضیح تصمیم‌گیری تحت ریسک استفاده می‌شد. این نظریه فرض می‌کند انسان‌ها عقلانی هستند و گزینه‌ها را بر اساس مطلوبیت انتظاری که از هرکدام عایدشان می‌شود ارزیابی میکنند.

تحقیقات و تجارب گستره‌ی عظیمی از ناهنجاری‌های مطلوبیت انتظاری و الگوهای معمول رفتاری را آشکار کردند، که با اصول حداکثرسازی مطلوبیت ناسازگاری دارند. برای مثال تمایل به سنگین سازی احتمالات کوچک و کم وزن کردن احتمالات بزرگ. دنیل کانمن و عاموس تورسکی، نظریه چشم انداز را ارائه کردند تا این مشاهدات را در بر گیرد و یک مدل جایگزین پیشنهاد کند.

### زیان گریزی
یکی از جنبه‌های تصمیم‌گیری بشر، گریز از زیان است. تحت نظریه زیان گریزی، هزینه‌ی از دست دادن مقدار مشخصی پول، بیشتر از ارزش به دست آوردن همان مقدار پول است. یکی از مشاجرات اصلی در فهم زیان گریزی این است که آیا این فرایند واقعا در درون مغز قرار دارد و در نمایش عصبی خروجی‌های مثبت و منفی تجلی می‌یابد، یا عوارض جانبی اثر عصبی دیگری‌ست. مثل افزایش توجه و برانگیختگی با تجربه کردن ضرر. مسئله‌ی دیگر این است که آیا یک فرد می‌‌تواند زیان‌گریزی را به عنوان یک پاسخ برای سیستم‌های فرعی عصبی، مثل  یک سیستم تحریکی و عاطفی که از بیزاری از خروجی‌های منفی بالقوه ناشی می‌شود که پاسخ‌های آن توسط سیستمی که مسئول مقایسه‌ی معقول بین گزینه‌هاست، تصویر و کنترل میشود.

### انتخاب‌های میان‌دوره‌ای
علاوه بر ترجیحات ریسکی، یک مفهوم مرکزی اقتصاد، انتخاب‌های میان‌دوره است. این‌ها تصمیماتی هستند که شامل هزینه و فایده‌ای هستند که در طول زمان توزیع شده‌اند. تحقیقات انتخاب‌های میان‌دوره‌ای مطلوبیت انتظاری‌ای را مطالعه می‌کند که بشر به وقایع رخ داده در زمان‌های مختلف اختصاص می‌دهد. الگوی غالب در اقتصاد که این را توصیف می‌کند،‌ مطلوبیت تنزیلی‌ست. مطلوبیت تنزیلی فرض می‌کند که بشر، ترجیحات زمانی متداولی دارد و  رویدادها را، با توجه به زمان رخداد آنها ارزش‌گذاری می‌کند.مشابه مطلوبیت انتظاری در توضیح تصیم‌های ریسکی، مطلوبیت تنزیلی نیز در توضیح انتخاب‌های میان‌دوره کافی نیست.

### تصمیم‌گیری اجتماعی
درحالی که اکثر تحقیقات تصمیم‌گیری روی تصمیم‌گیری‌های فرد به فرد خارج از یک مفهوم اجتماعی تمرکز می‌کند، این موضوع نیز مهم است که تصمیم‌گیری‌هایی که شامل تعاملات اجتماعی می‌شود را نیز درنظر بگیریم. گونه‌ای از شرایط که نظریه‌پردازان مطالعه میکنند، به گوناگونی نوع دوستی، همکاری، تنبیه و مجازات است. یکی از مواردی که مرتبا در تصمیم‌گیری استفاده می‌شودُ معمای زندانی‌ است.

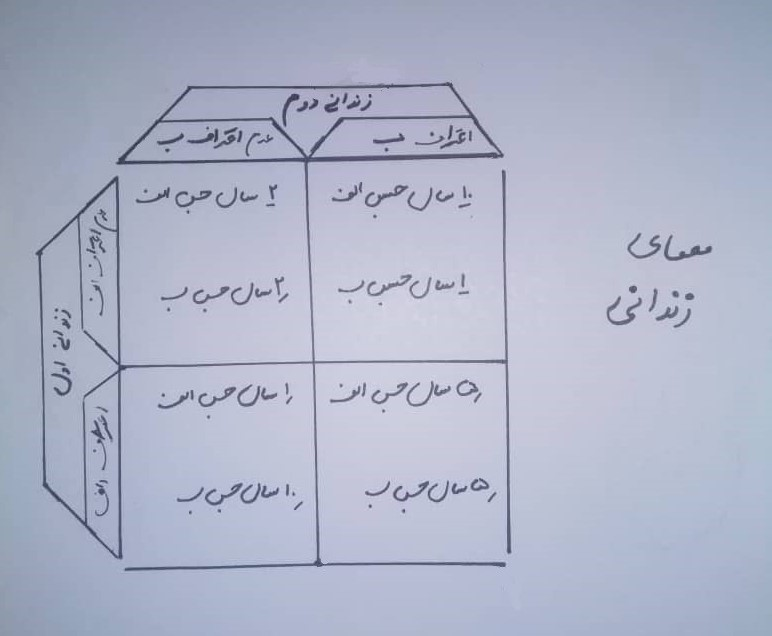

### تصمیم‌گیری جنسی
به لطف انتخاب جنسی، مطالعات تحقیقاتی روی انسان‌ها و پستانداران غیرانسان، انجام شده است. به ویژه در مقالات چنی و سی‌ فارث ۱۹۹۰، دینر و همکاران ۲۰۰۵ و  هایدن و همکاران ۲۰۰۷ گزارش شده است که یک تمایل متداول به پذیرش کالاهای فیزیکی کمتر یا قیمت بالاتر به ازای دسترسی به افرادی با مرتبه‌ی اجتماعی بالاتر وجود دارد که شامل افرادی با جذابیت‌های فیزیکی بیشتری نیز میشود، درحالی که درصورت ارتباط با افرادی که مرتبه اجتماعی پایین‌تری دارند، پاداش بیشتری تقاضا می‌شود.
مبانی عصب‌شناسی برای این ترجیحات شامل عصب‌های قشر درون‌بخشی جانبی (LIP) می‌شود، که به حرکات چشم مرتبط است و در مواردی که دو انتخاب جایگزین اجباری وجود دارد نیز عمل می‌کند.

## سبک و روش
آزمایش‌های اقتصاد رفتاری تصمیمات افراد را در شرایط طراحی شده (آزمایشگاهی) ثبت می‌کند و اطلاعات بدست آمده را برای ساخت مدل‌های عمومی پیش‌بینی عملکرد به کار می‌گیرد. اقتصاد اعصاب از همین روش به صورت تعمیم یافته با افزودن مشاهده بر سیستم عصبی، برای دستیابی به ست متغیرهای توضیحی استفاده می‌کند.
هدف این شاخه از اقتصاد ایجاد خلاقیت و شرکت دادن دیگر طبقات دیتاها به فرضیه‌های آزمون پذیر این مدل‌ها می‌باشد.
علاوه براین، تحقیقات اقتصاد عصب‌بنیان برای درک و توضیح ابعاد رفتار انسان استفاده می‌شود که در مدل‌های کلاسیک اقتصاد جایی ندارند.
درحالیکه غالباً این الگوهای رفتاری از نظر اقتصاددانان سفسطه‌آمیز و غیرمنطقی است، مطالعات اقتصاد اعصاب در تلاش است تا آنهارا با دلایل زیست بیولوژیکی اثبات کند. از این طریق احتمالاً بتوانیم دلایل معتبر برای این رفتارهای به ظاهر غیر بهینه ارائه دهیم.

## روش‌های تحقیقاتی
چند روش متفاوت وجود دارد که می‌توانیم با به کار بردن شان بنیان‌های زیست بیولوژیکی اقتصاد رفتاری را درک کنیم.
تصویربرداری عصبی در سوژهٔ انسان، به کار می‌رود تا فعال‌ترین بخش‌های مغز را در طول انجام فعالیت مشخص کند. برخی از این روش‌ها مثل fMRI یا PET برای نشان دادن جزئیات تصاویر مغز مناسب‌ترین روش هستند که اطلاعاتی دربارهٔ ساختارهای مشخص درگیر شده در فعالیت مغز می‌دهند. از سایر روش‌ها مثل ERP و نوار مغزی برای بدست آوردن اطلاعات جزئی دورهٔ زمانی اتفاقات درون بخش کلی تر مغز.

علاوه بر مورد مطالعه قرار دادن بخش‌های مغز، برخی از مطالعات هدفشان درک ارتباط بین فعالیت‌های متفاوت شیمیایی مغز با رفتار انسان است. این نوع مطالعه می‌تواند با همبستگی موجود بین اندازه‌های شیمیایی با الگوهای متفاوت رفتاری انجام شود یا تغییرات مقدار شیمیایی مغز که منجر به تغییر رفتار است. برای مثال بنظر می‌رسد سروتونین به تصمیم‌گیری و دوپامین به قضاوت (درصورتی‌که دچار عدم قطعیت باشد) مربوط است. علاوه بر این افزایش مصنوعی درجهٔ اوکسی توسین موجب افزایش اعتماد در رفتار انسان می‌شود و این درحالیست که با درجه‌های بالاتر کورتیزول فرد را متمایل به شخصیتی می‌کند که تصمیم آنی و بدون فکر می‌گیرد.

## نظریه‌پردازانقابل توجه

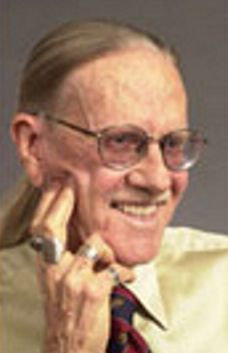
ورنون اسمیت
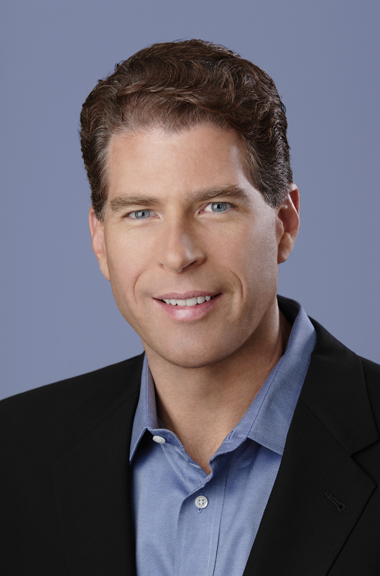
پاول زاک
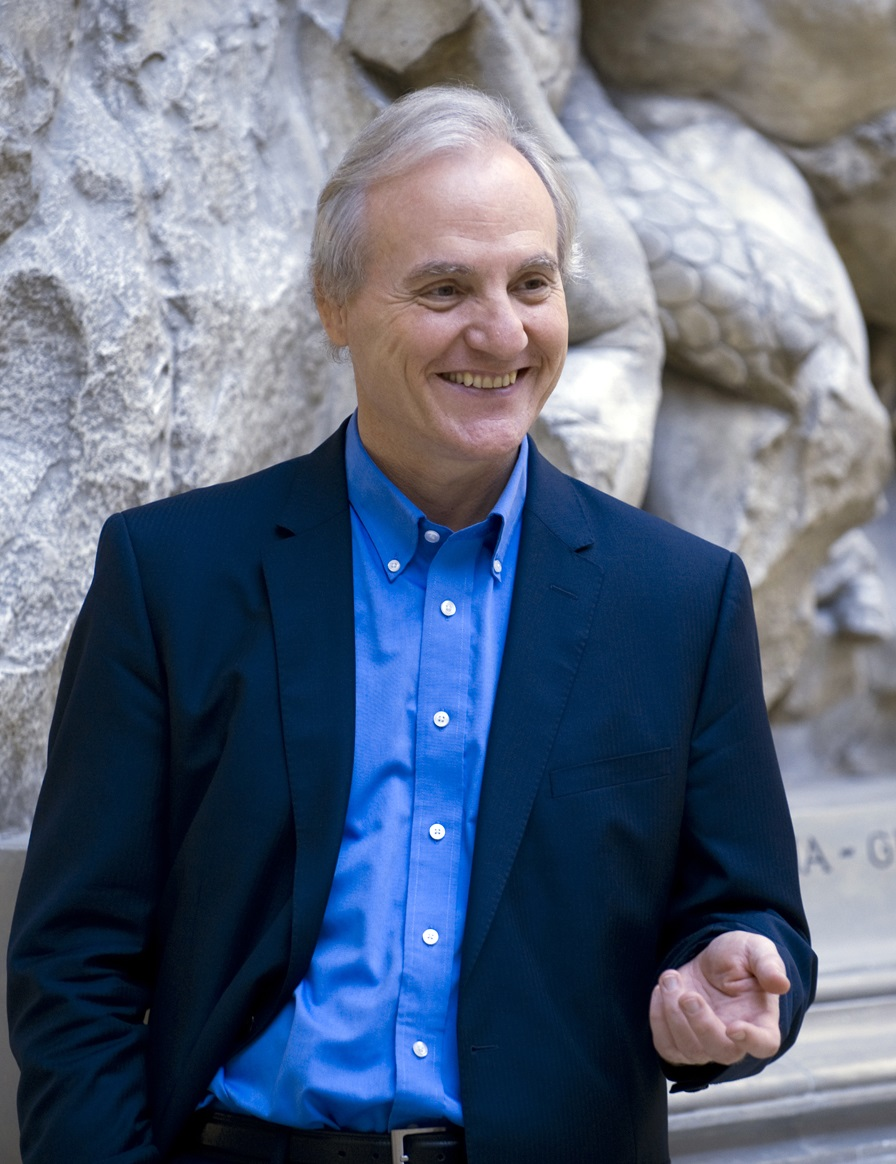
ارنست فر
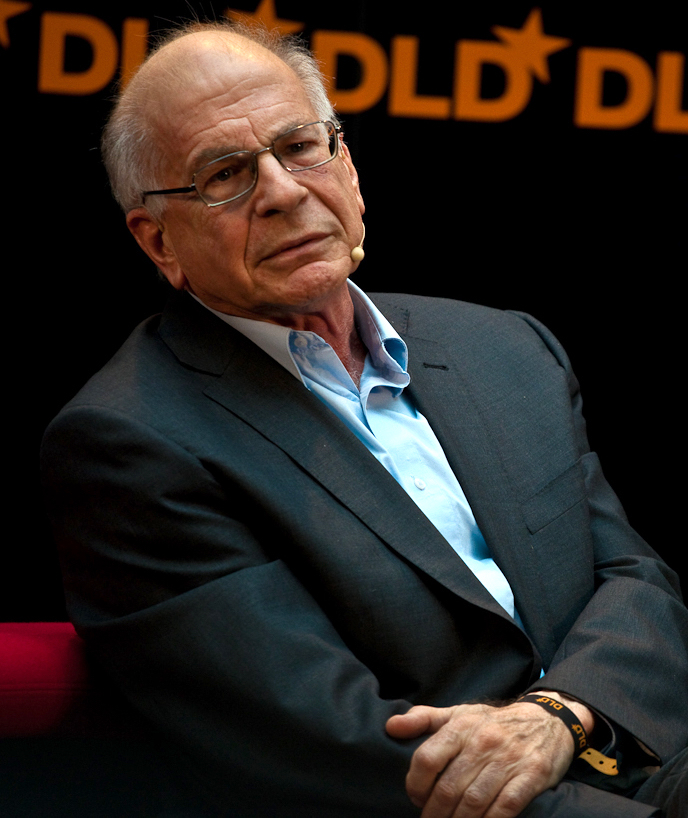
دنیل کانمن
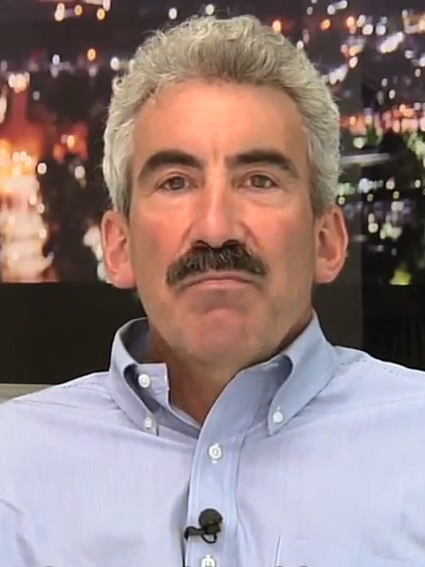
جورج لوئنشتین
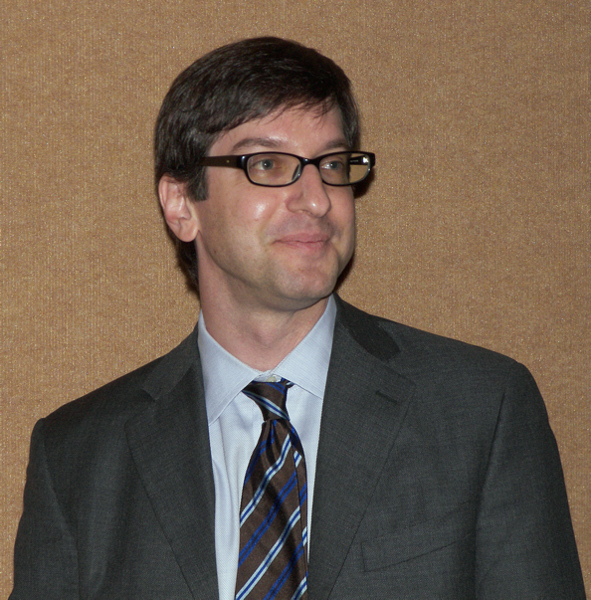
دیوید لیبسون

## در ایران
اقتصاد عصب بنیان برای اولین بار در ایران با عنوان اقتصاد عصب‌شناسی، در قالب چند فصل از کتاب اقتصاد رفاه، نوشته عزت اله عباسیان و میثم نسرین دوست، مطرح شد. این کتاب در سال ۱۳۹۱ توسط  انتشارات نورعلم منتشر شده است. 

## آزمایش‌ها
در یک آزمایش معمولی اقتصاد رفتاری از یک سوژه مورد مطالعه خواسته می‌شود که یک سری تصمیم اقتصادی را اتخاذ کند. برای مثال ممکن است که از فرد پرسیده شود که آیا ترجیح میدهد ۴۵ سنت پول دریافت کند یا در قماری شرکت کند که احتمال ۵۰ درصدی برد یک دلار در آن وجود داشته باشد. سپس آزمایشگر متغییرهای متفاوتی را اندازه‌گیری میکند تا بررسی کند که در هنگام تصمیم‌گیری در ذهن سوژه چه میگذرد. برخی نویسندگان اینطور می‌گویند که  اقتصاد عصب‌بنیان نه تنها میتواند آزمایش‌هایی که شامل پاداش هستند را توضیح دهد بلکه میتواند برای توصیف رفتارهای روانشناختی سندروم‌های معمول روانی مثل اعتیاد و توهم نیز مفید باشد.

## بازاریابیعصب‌بنیان
بازاریابی عصب‌بنیان یک رشته مجزا است که بسیار به علم اقتصاد عصب‌بنیان مرتبط است. درحالی که اقتصاد عصب‌بنیان به دلیل مطالعه‌ی مکانیسم‌های پایه‌ی تصمیم‌گیری، اهداف دانشگاهی بیشتری دارد، بازاریابی عصب‌بنیان یک رشته‌ی کاربردی‌ست که از ابزارهای تصویربرداری عصبی برای تحقیقات بازار استفاده میکند.

## نقد
گلن هریس و امانوئل دونچین، این رشته‌ی نوظهور را نقد کرده‌اند.  یک مثال از این نقدها این است که «رشته‌ایست که خودش را زیادی دست بالا می‌گیرد»، یا این‌که «مطالعات اقتصاد عصب‌بنیان مدل‌های سنتی اقتصاد را درست نمی‌فهمند و آن‌ها را دست کم می‌گیرند.» یک بحث انتقادی اقتصاددانان سنتی دربرابر اهداف اقتصاد عصب‌بنیان این است که استفاده از داده‌های غیر انتخابی، مثل زمان پاسخ، ردیابی چشم و سیگنال‌های عصبی که افراد در حین تصمیم‌گیری ایجاد میکنند باید از هرگونه تحلیل اقتصادی جدا شوند.

## مراکز آموزشی
این رشته هم‌اکنون در اروپا، آفریقای جنوبی، و آمریکای شمالی به صورت آکادمیک آموزش داده می‌شود. در آمریکا دانشگاه‌های دوک، جرج میسون، و دانشگاه نیویورک در این زمینه فعالیت دارند، و دانشگاه تحصیلات تکمیلی کلرمانت نیز در این رشته دکترا ارائه می‌دهد.